# John Bates (organista)
John Bates (Halifax, 1740 - Londres, 1799) fou un organista i compositor anglès del Clàssicisme. Estava casat amb la cantant Sarah Bates.
El 1766 fundà la societat de Concerts of anciens music i el 1784 rebé l'encàrrec de dirigir els oratoris executats anualment a la catedral de Westminster en l'aniversari de la mort de Händel. Va compondre una òpera titulada Fernaces, tres operetes i sonates per a piano.